# نجم البحر (جنس)
نجم البحر أو نجمة البحر (الاسم العلمي: Asterias)، جنس حيوانات بحرية من فصيلة نجميات البحر المنتمية إلى النجوم البحرية. وهو يشمل عديد الأنواع من أشهر أنواعه نجم البحر الشائع (المحيط الأطلسي)، Asterias Rubens، ونجم بحر شمال المحيط الهادئ، Asterias amurensis. يحتوي الجنس على ما مجموعه ثمانية أنواع. جميع الأنواع لها خمسة أذرع وموطنها الأصلي هي المناطق المحيطية الضحلة (المنطقة الساحلية) ذات الأجزاء الباردة إلى المعتدلة من القطب الشمالي. لدى نجم البحر هذا يرقات من عوالق. يعد Asterias amurensis من الأنواع الغازية في أستراليا ويصبح في بعض السنوات آفة في صناعة تربية الأحياء البحرية في اليابان.